# Jvke
Jvke (* 3. März 2001 in Providence, Rhode Island: eigentlich: Jake Lawson) ist ein US-amerikanischer Singer-Songwriter und Musikproduzent.

## Leben
Jvke wuchs in einem musikalischen Haushalt auf. Seine Mutter ist Grundschullehrerin für Musik und sein Vater Pastor. Er begann zunächst mit Klavierstunden und wechselte dann zu Schlagzeug und später zu Gitarre. Zunächst machte er christliche Popmusik, bis er über seinen Bruder Rapper wie Kanye West und Drake kennen lernte. Nach der High School studierte er am College Musikpädagogik für die Grundschule, brach das Studium aber nach anderthalb Jahren ab.
Jvkes musikalische Karriere begann während der COVID-19-Pandemie. Zu Beginn des Lockdowns machte Jvke zusammen mit seiner Mutter auf TikTok Remixes populärer Sounds. Diese wurden wiederum von TikTokern wie Charli D’Amelio und Loren Gray verwendet. So erreichte er binnen eines Jahres mehr als 4 Millionen Follower auf TikTok und kam auf Platz 4 der US Viral and Global Viral Charts bei Spotify. Eines seiner Stücke wurde auch für eine TikTok-Fernsehwerbung verwendet, die weltweit lief. Unter anderem arbeitete er mit Charlie Puth, Jason Derulo, EXO und Super Junior zusammen.
Mit dem Song Golden Hour landete er einen weltweiten Hit. Im September 2022 veröffentlichte er sein erstes Album this is what … feels like (Vol. 1-4) über das Label AWAL. Das Album schrieb er komplett selbst und produzierte es zusammen mit seinem Bruder in ihrem Haus in Rhode Island. Das Album ist ein Konzeptalbum über die vier Phasen Verlieben, Herzschmerz, Traurigkeit und Entlieben einer missglückten Beziehung. Sein Plan für die nahe Zukunft ist es, sich von Albumzwang und Labels zu lösen, um künstlerisch freier zu agieren.

## Diskografie

### Alben
- 2022: This Is What … Feels Like (Vol. 1–4)

### Singles
- 2021: Upside Down (feat. Charlie Puth)
- 2021: Dandelion (mit Galantis)
- 2021: Home
- 2021: Secrets
- 2021: Brand New Day
- 2021: Anxiety.
- 2022: Charger (mit Chillpill)
- 2022: Golden Hour
- 2022: I Can’t Help It
- 2022: This Is What Falling in Love Feels Like (US: Platin)
- 2022: This Is What Heartbreak Feels Like (US: Platin)
- 2022: This Is What Sadness Feels Like
- 2022: This Is What Falling Out of Love Feels Like
- 2022: Hero
- 2023: Angel Pt. I (mit Kodak Black, NLE Choppa, Jimin & Muni Long)
- 2023: Angel Pt. II (mit Jimin, Charlie Puth & Muni Long)

### Gastbeiträge
- 2022: Jax: u love u

### Remixes
- 2021: Daya: Bad Girl

## Auszeichnungen für Musikverkäufe
| Goldene Schallplatte - Brasilien - 2024: für die Single Angel Pt. II - Dänemark - 2023: für die Single Golden Hour - Italien - 2023: für die Single Golden Hour - Kanada - 2022: für die Single This Is What Falling in Love Feels Like - 2022: für die Single Upside Down | Platin-Schallplatte - Brasilien - 2024: für die Single Angel Pt. I - Frankreich - 2025: für die Single Golden Hour - Neuseeland - 2023: für die Single Golden Hour - Portugal - 2023: für die Single Golden Hour - Spanien - 2025: für die Single Golden Hour 2× Platin-Schallplatte - Australien - 2023: für die Single Golden Hour |

Anmerkung: Auszeichnungen in Ländern aus den Charttabellen bzw. Chartboxen sind in ebendiesen zu finden.
| Land/RegionAuszeichnungen für Musikverkäufe (Land/Region, Auszeichnungen, Verkäufe, Quellen) | Gold     | Platin       | Verkäufe  | Quellen                   |
| -------------------------------------------------------------------------------------------- | -------- | ------------ | --------- | ------------------------- |
| Australien (ARIA)                                                                            | —        | 2× Platin2   | 140.000   | aria.com.au               |
| Brasilien (PMB)                                                                              | Gold1    | Platin1      | 60.000    | pro-musicabr.org.br       |
| Dänemark (IFPI)                                                                              | Gold1    | —            | 45.000    | ifpi.dk                   |
| Frankreich (SNEP)                                                                            | —        | Platin1      | 200.000   | snepmusique.com           |
| Italien (FIMI)                                                                               | Gold1    | —            | 50.000    | fimi.it                   |
| Kanada (MC)                                                                                  | 2× Gold2 | —            | 80.000    | musiccanada.com           |
| Neuseeland (RMNZ)                                                                            | —        | Platin1      | 30.000    | aotearoamusiccharts.co.nz |
| Portugal (AFP)                                                                               | —        | Platin1      | 10.000    | Einzelnachweise           |
| Spanien (Promusicae)                                                                         | —        | Platin1      | 60.000    | elportaldemusica.es       |
| Vereinigte Staaten (RIAA)                                                                    | Gold1    | 7× Platin7   | 7.500.000 | riaa.com                  |
| Vereinigtes Königreich (BPI)                                                                 | —        | Platin1      | 600.000   | bpi.co.uk                 |
| Insgesamt                                                                                    | 6× Gold6 | 15× Platin15 |           |                           |